# Kōshō

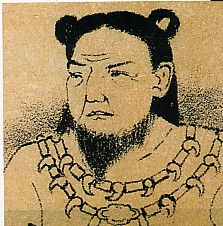
Kōshō

Kōshō (japanisch 孝昭天皇 Kōshō-tennō; * 506 v. Chr.; † 393 v. Chr.) war nach den alten Reichschroniken Kojiki und Nihonshoki der 5. Tennō von Japan (475 v. Chr.–393 v. Chr.). Seine historische Existenz ist zweifelhaft. Er ist einer der „acht undokumentierten Kaiser“ (欠史八代 kesshi hachidai), von denen nur eine skizzenhafte Darstellung bekannt ist.
Sein Eigenname war Mi-matsu-hiko-kae-shine no mikoto (Nihonshoki: 観松彦香殖稲尊, Kojiki: 御真津日子訶恵志泥命). Nach dem Nihonshoki war seine Mutter Ama-toyo-tsu-hime no mikoto (天豊津媛命), nach dem Kojiki Futo-ma-waka-hime no mikoto (賦登麻和訶比売命). Am 12. Tag des 2. Mondmonats im 22. Regierungsjahr (489 v. Chr.) seines Vaters Itoku wurde er im Alter von 18 Jahren zum Kronprinz ernannt und übernahm nach dessen Tod nach einem einjährigen Interregnum am 9. Tag des 1. Mondmonats (475 v. Chr.) den Thron.
Kōshō regierte nach dem Nihonshoki im Palast Ikegokoro (掖上池心宮 Waki-no-kami no Ikegokoro no miya) in Wakinokami bzw. nach dem Kojiki im Palast Wakinokami (葛城掖上宮 Kazuragi no Waki-no-kami no miya) in Kazuragi (vermutlich im heutigen Gose). Nach dem Nihonshoki war seine Gemahlin Yoso-tarashi-hime (世襲足媛), nach dem Kojiki Yoso-taho-hime no mikoto (余曽多本毘売命). Diese gebar ihm nach dem Nihonshoki die Söhne Ama-tarashi-hiko-kuni-oshi-hito no mikoto (天足彦国押人命) und Yamato-tarashi-hiko-kuni-oshi-hito no mikoto (日本足彦国押人尊) bzw. nach dem Kojiki Ame-oshi-tarashi-hiko no mikoto (天押帯日子命) und Ō-yamato-tarashi-hiko-kuni-oshi-hito no mikoto (大倭帯日子国押人命).

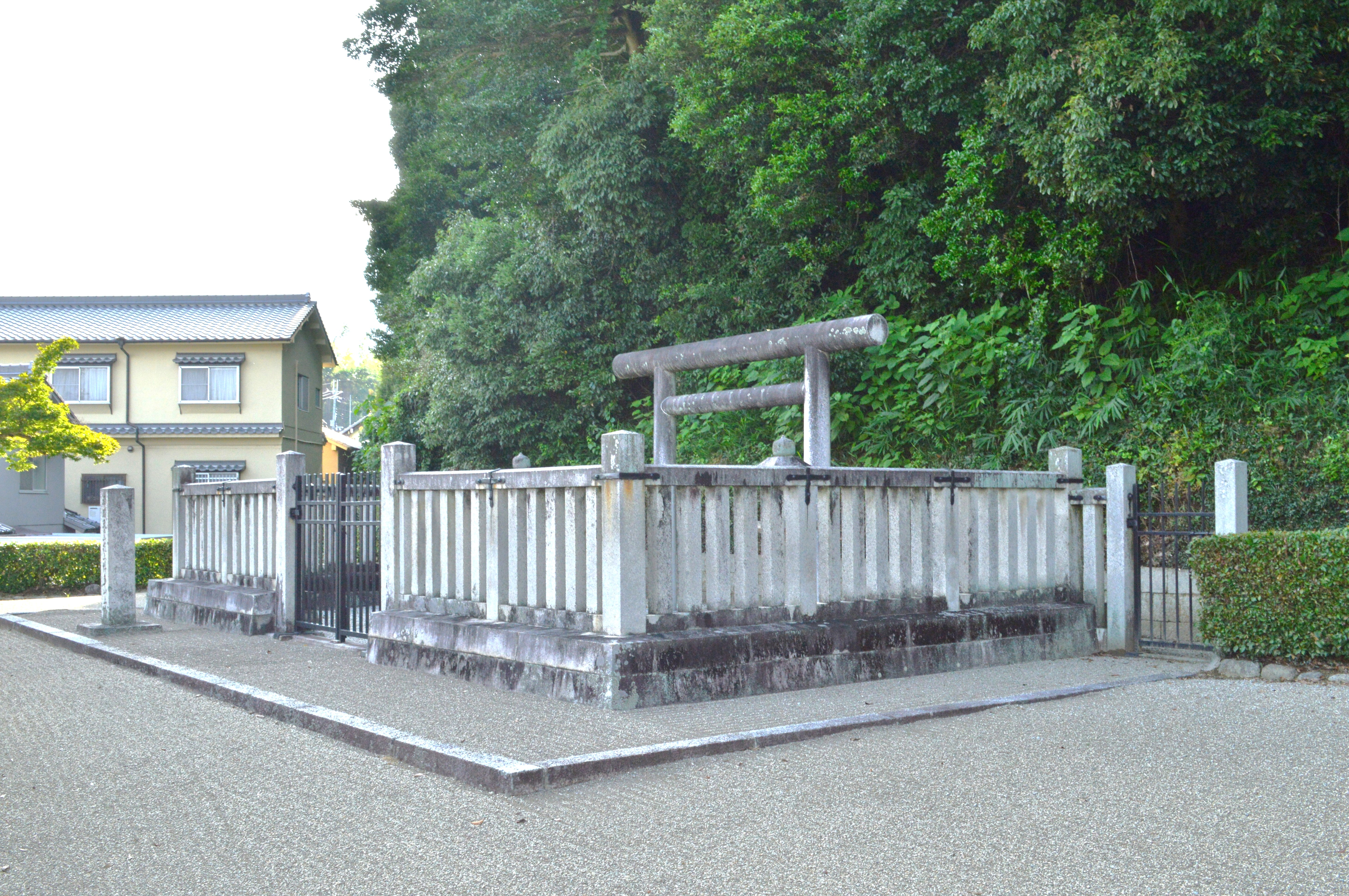
Eingang zu Kōshōs Kaisergrab

Er starb nach dem Nihonshoki mit 113 Jahren am 5. Tag des 8. Mondmonats in seinem 83. Regierungsjahr (393 v. Chr.), nach dem Kojiki im Alter von 93 Jahren. Sein Mausoleum (misasagi) ist das Hügelgrab Waki-no-kami-no-hakata-no-yama-no-e-no-misasagi (掖上博多山上陵, ‚Kaisergrab auf dem Berg von Hakata von Waki-no-kami‘; 34° 27′ 28″ N, 135° 43′ 51″ O) in Gose. Sein Nachfolger wurde der zweite Sohn (Ō-)Yamato-tarashi-hiko-kuni-oshi-hito.
Den Namen Kōshō, dessen Schriftzeichen ‚kindliche Pietät‘ und ‚hell; klar‘ bzw. ‚kindliche Pietät offenbart‘ bedeuten, erhielt er nachträglich als die japanischen Kaiser begannen sich chinesische, oft buddhistisch inspirierte, Namen zu geben.